# Klekovača
La Klekovača est une montagne située en Bosnie-Herzégovine. Son point culminant s'appelle Velika Klekovača et s'élève à 1 962 m.

## Géographie
La Klekovača est située à l'ouest de la région de Bosnie, au sud-est de la ville de Bihać. Cet ensemble montagneux se trouve dans la fédération de Bosnie-et-Herzégovine, à la limite de la république serbe de Bosnie, le pic Velika Klekovača servant de frontière entre les deux entités. C'est ainsi que la partie septentrionale de l'ensemble fait partie de la localité de Drinić dans la municipalité de Petrovac (république serbe de Bosnie) et la partie méridionale de celle de Drvar (fédération de Bosnie-et-Herzégovine).
La Klekovača est entourée par les monts Srnetica (1 375 m), Grmeč (1 604 m), Osječenica (1 791 m), Lunjevača (1 706 m) et Crna Gora (1 650 m). Au nord-ouest, sur l'Osječenica, se trouve le col d'Oštrelj, qui s'élève à 1 033 m, par lequel passe la route Bosanski Petrovac-Drvar-Knin. Près du mont Velika Klekovača se trouve la Lomska prašuma.

## Environnement

### Flore
Jusqu'à une altitude de 1 500 m, la Klekovača est couverte d'épaisses forêts de conifères ou, plus rarement, de hêtres. On y trouve aussi l'edelweiss (Leontopodium alpinum) ou la gentiane jaune (Gentiana lutea).

## Dans la culture
Klekovača est aussi le nom d'une boisson alcoolisée fabriquée en Bosnie à base de cônes de genévrier fermentés.